# Uwe Kamps
Uwe Kamps (Düsseldorf, 1964. június 12. –) olimpiai bronzérmes német labdarúgó, kapus.

## Pályafutása

### Klubcsapatban
Az SV Werten 04 és a BV 04 Düsseldorf csapataiban kezdte a labdarúgást. 1982 és 2004 között a Borussia Mönchengladbach csapatában védett, ahol tagja volt az 1995-ös német kupa-győztes együttesnek. Összesen 457 Bundesliga mérkőzésen szerepelt.

### A válogatottban
1987 és 1988 között nyolc alkalommal szerepelt a nyugatnémet olimpiai válogatottban. 1988-ban a szöuli olimpián bronzérmet szerzett a nyugatnémet válogatottal.

## Sikerei, díjai
NSZK
- Olimpiai játékok
  - bronzérmes: 1988, Szöul

 Borussia Mönchengladbach
- Német kupa (DFB-Pokal)
  - győztes: 1995
  - döntős: 1984, 1992